# 199986 Червоне
199986 Черво́не (199986 Chervone) — астероїд головного поясу, відкритий 9 травня 2007 року.
Названий на честь смт Червоного Андрушівського району Житомирської області.